# January Zaradny
January Zaradny (ur. 23 czerwca 1941, w Nowej Słupi) – polski gitarzysta, klawiszowiec i kompozytor muzyki rozrywkowej oraz działacz kulturalny i popularyzator muzyki.

## Życiorys
Karierę muzyczną rozpoczął w 1957 jako gitarzysta. Debiutował na deskach Klubu Studenckiego „NURT” w Poznaniu. W kolejnych latach grał w różnych zespołach jazzowych. Był członkiem zespołu Jazz Tramp 7 kierowanego przez Lecha Kapturskiego. W roku 1963 wstąpił do poznańskiego zespołu Stanisława Sternala – The Stan Sternal Oktet, z którym współpracował, z przerwami przez kilka kolejnych lat. W lipcu 1964 powrócił na deski Klubu Studenckiego „NURT” z założonym przez siebie zespołem gitarowym Violiny.
W latach 1970–1972 współpracował z zespołem Sava’s Bar Trio akompaniującemu wokalistce Wiesławie Orlewicz pod kierownictwem Andrzeja Borowskiego.
Współpracował także z zespołem Lechici – Michała Urbańskiego. Był założycielem i liderem zespołów The Realists i Poznań Quartet.
Po czasowym zerwaniu z branżą muzyczną powrócił w latach 90. XX wieku jako kompozytor, tworząc muzykę do tekstów swojej żony – Renaty. Jego córka Taida-Cyntia udzielała się muzycznie jako dziecięca piosenkarka. January Zaradny był założycielem studia nagrań „Rita” oraz opiekunem dziecięcego duetu wokalnego Czarne Koty, który założyła jego córka wraz z koleżanką Eweliną Toś. Był także wieloletnim animatorem i propagatorem ruchu muzycznego w Swarzędzu oraz organizatorem koncertów. Piastował dwukrotnie funkcję radnego Swarzędza. Był pomysłodawcą wybudowania sceny w Swarzędzu nad jeziorem, która powstała w 2006 roku. Piastował także funkcję przewodniczącego Swarzędzkiego Stowarzyszenia Wspierania Talentów Oraz Inicjatyw Sportowych i Kulturalnych – „Talenty”.
W dorobku ma między innymi: wydaną w 1991 r., kasetę „Swarzędzki Kompozytor January Zaradny – zaprasza”, wydane w latach 1992 i 1993 r., kasety „January Zaradny przedstawia” – promujące piosenki dla dzieci, a także powstałą w roku 1991 płytę CD pt. „Muzyczne pozdrowienia ze Swarzędza” w wykonaniu zespołu Czarne Koty oraz powstałą rok później kasetę wideo pod tym samym tytułem. Powstały również dwa autorskie albumy nutowe z dołączoną płytą CD z piosenkami dla dzieci pt. „Pośpiewajmy razem” oraz jeden pt. „O naszej to gminie piosenki”.
W 1998 roku został wybrany do Rady Miejskiej w Swarzędzu